# Gospodarka Torunia

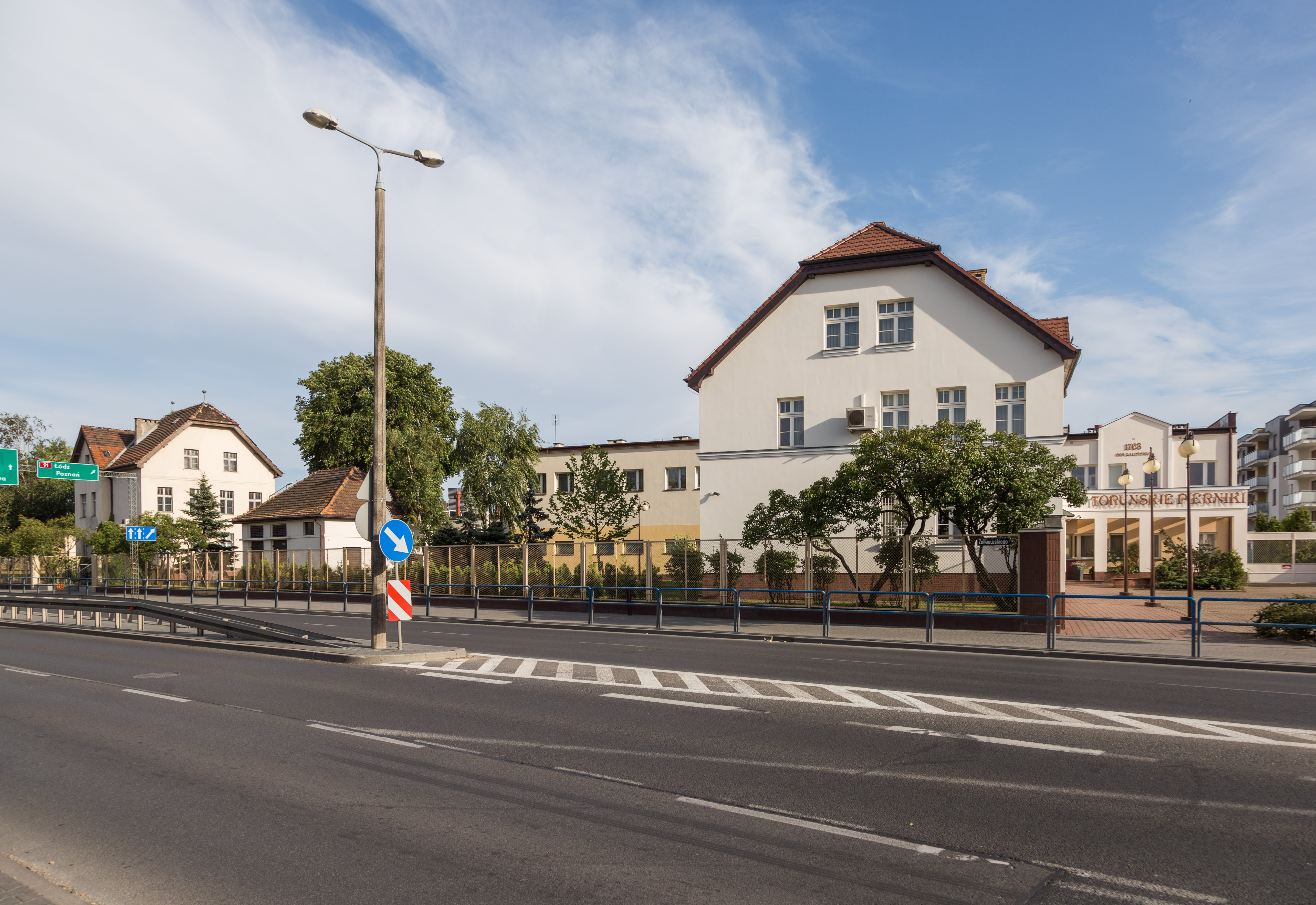
Fabryka Cukiernicza „Kopernik”

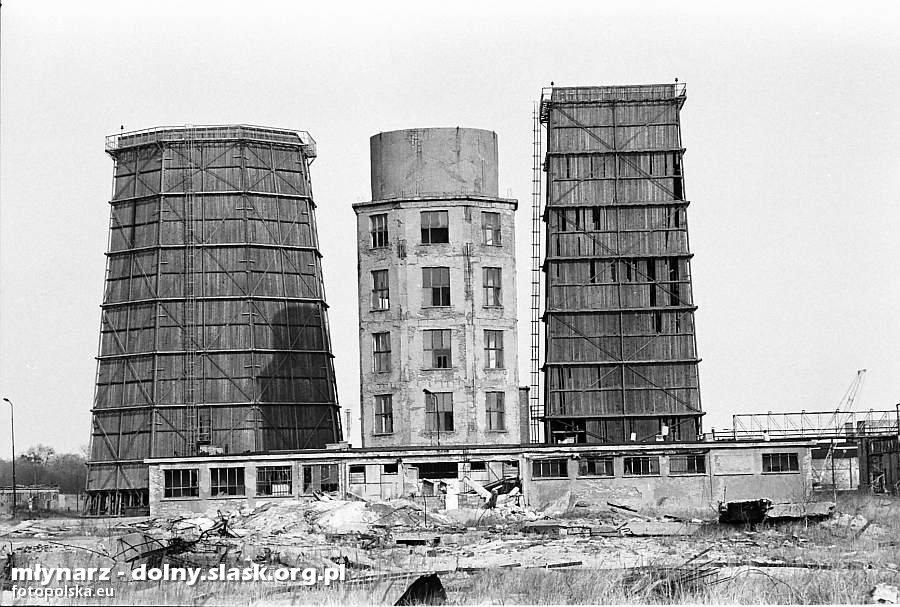
Dwie drewniane wieże chłodnicze kwasowni kwasu siarkowego, wchodzące w skład zakładów Polchem

Gospodarka Torunia – opis finansów miasta, sektora przemysłowego, budowlanego i usługowego (w tym turystycznego) w Toruniu wraz z historią zmian gospodarczych.

## Historia

### Okres międzywojenny
W okresie międzywojennym gospodarka Torunia i jej okolic opierała się głównie na produkcji rolnej i jej przetwórstwie. Model ten ukształtował się podczas zaboru pruskiego, gdy Kujawy i ziemia chełmińska były spichlerzem dla bardziej uprzemysłowionego centrum Prus. W Toruniu mieściły się m.in. zakłady mięsne (Eksportowa Przetwórnia Mięsna Stanisław Jaugsch i Ska) oraz fabryka pierników, a w Podgórzu Browar Pomorski. W okresie międzywojennym swoją działalność rozpoczęły: Toruńska Fabryka Farb Graficznych Atra (1922), Polchem (1932). W 1936 roku 61% dróg było nieumocnionych i umocnionych niedostatecznie.
W 1936 roku opracowano dokument pt. Zestawienie inwestycji potrzebnych miastu Toruniu na lat 10, od 1936 do 1946. Plan uwzględniał m.in. wspieranie rozwoju handlu i przemysłu i zakładów miejskich (gazowni, elektrowni, portów itp.). Zaplanowano m.in. budowę trzech hali targowych (na Bydgoskim Przedmieściu, Jakubskim Przedmieściu i śródmieściu) do 1960 roku, budowę lub przebudowę ulic, rozbudowę rzeźni miejskiej, elektrowni i sieci elektrycznej, nowych tras tramwajowych (do cmentarza na ul. Grudziądzkiej, do Podgórza, będącego wówczas samodzielnym miastem) oraz budowę nadbrzeża i portu handlowo-przemysłowego na Jakubskim Przedmieściu o powierzchni ok. 13 ha.

### II wojna światowa
W październiku 1940 roku powstał plan przebudowy Torunia, opracowany przez Hansa Döllgasta. 14 kwietnia 1941 roku niemieckie władze okupacyjne opracowały plan gospodarczy rozwoju miasta. Niemcy zasugerowali konieczność rozbudowy przemysłu, budowę elektrowni wodnej na Wiśle, nowej gazowni, rozbudowę sieci wodno-kanalizacyjnej, połączenia Torunia autostradami Berlin – Prusy Wschodnie i Gdańsk – Kraków oraz nową drogą Bydgoszcz – Włocławek. Ponadto miano wybudować dwa nowe mosty drogowe (zachodni na osi Szosy Okrężnej i wschodni na Jakubskim Przedmieściu).

### Okres komunistyczny
Po zakończeniu II wojny światowej większe przedsiębiorstwa zostały upaństwowione. Toruń był jednym z większych ośrodków przemysłowych w regionie, ustępował wyłącznie Bydgoszczy. W 1955 roku liczba mieszkańców Torunia wynosiła 92 tys., zatrudnionych było 35% mieszkańców, spośród nich 38%  pracowało w przemyśle. W wyniku bardzo dużego bezrobocia wielu fachowców wyjeżdżało z miasta.
W 1951 roku założono Pomorskie Zakłady Jajczarsko-Drobiarskie. W 1957 roku władze Torunia wydały decyzję o budowie dużych zakładów przemysłowych. W latach 1957–1963 zbudowano Zakład Włókien Sztucznych „Chemitex-Elana”, a w latach 1957–1965 Toruńską Przędzalnię Czesankową „Merinotex”. W drugiej połowie lat 60. wzniesiono Chłodnię Składową.

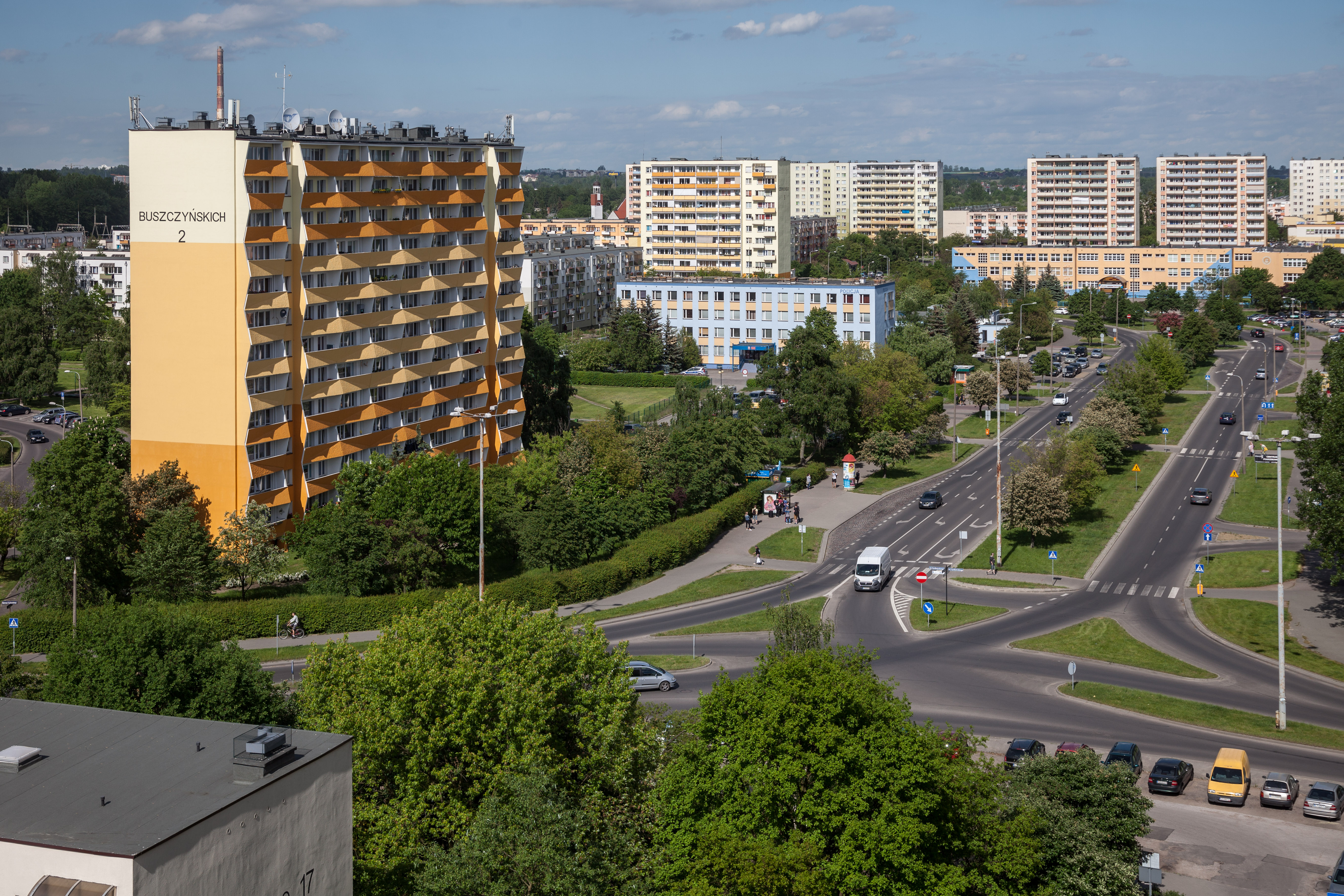
Rubinkowo – widok na zabudowę ul. Dziewulskiego

W latach 70. i 80. nastąpił rozwój spółdzielczego budownictwa mieszkaniowego. W Toruniu wybudowano osiedla Rubinkowo i Na Skarpe. Materiały do budowy bloków w technologii wielkopłytowej sprowadzano z Bydgoszczy. Rozwój gospodarczy miasta zapewniły również inwestycje przeprowadzone w ramach Roku Kopernikańskiego w 1973 roku. Wówczas zbudowano kampus akademicki na Bielanach oraz przebudowano układ komunikacyjny centrum miasta. W połowie lat 70. XX wieku miasto zaczęło przeżywać kryzys gospodarczy, który trwał do zmian ustrojowych w 1989 roku.

### Po 1989

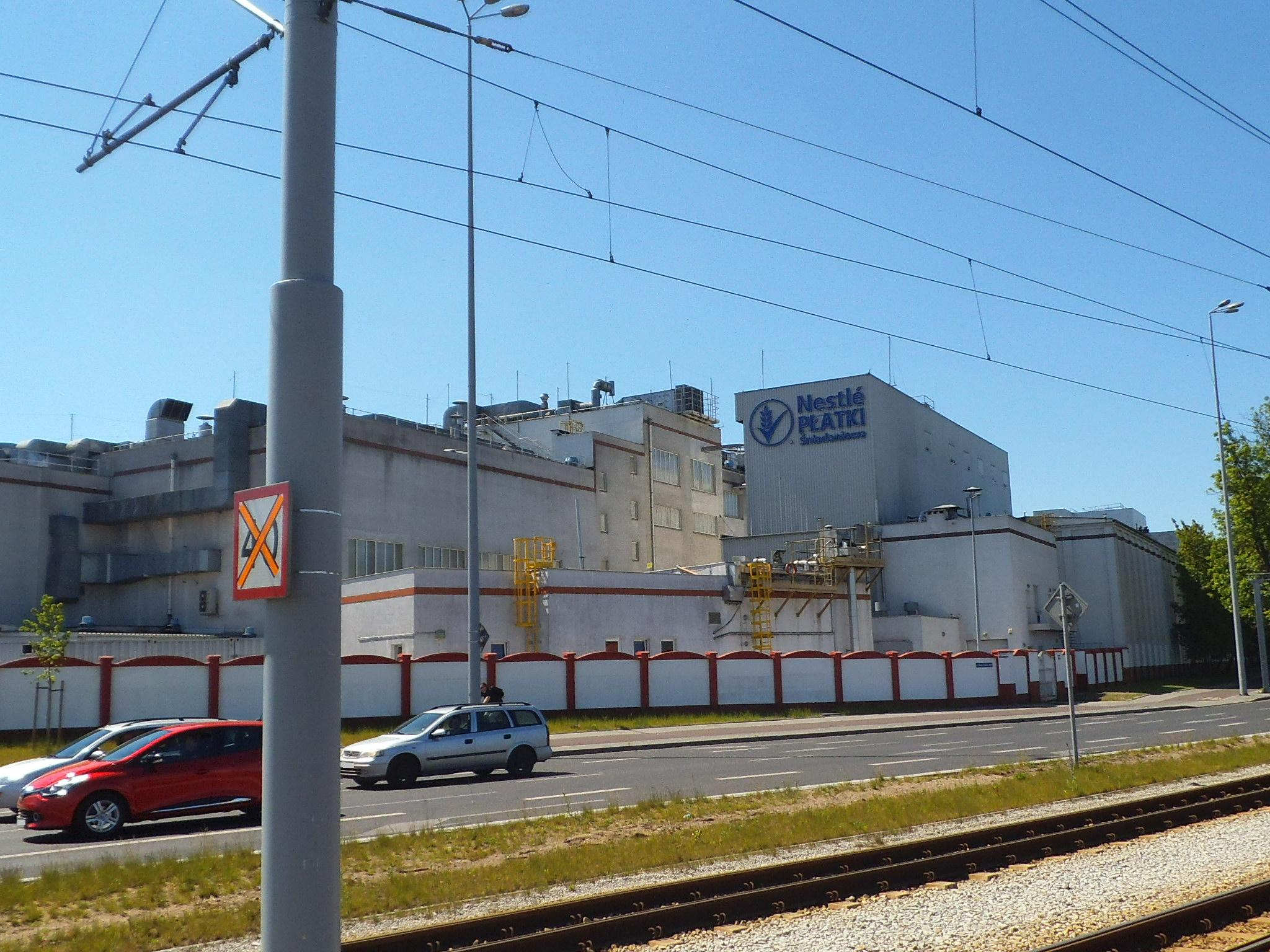
Cereal Partners Poland Toruń Pacific

Po 1989 roku wiele z tych zakładów nie przetrwało pierwszych lat przemian gospodarczych, z kolei inne sprywatyzowano i rozbudowano. Powstały również nowe zakłady pracy z kapitałem polskim i zagranicznym. Sprywatyzowane w 1990 roku Przedsiębiorstwo Przemysłu Ziemniaczanego  zostało w 1994 roku kupione przez grupę Cereal Partners Worldwide, należącej do Nestlé i General Mills. Zakład przyjął nazwę Cereal Partners Poland Toruń Pacific. Niepowodzeniem zakończyła się prywatyzacja Toruńskich Zakładów Przemysłu Nieorganicznego Polchem. Zakłady ogłosiły upadłość w 2003 roku.
W 1993 roku w Toruniu działało 13 326 podmiotów gospodarczych. Do 2019 roku liczba ta wzrosła do 26 455. Największy bezwzględny przyrost liczby podmiotów odnotowano wśród zakładów osób fizycznych i spółek z ograniczoną odpowiedzialnością. Największy bezwzględny przyrost liczby zakładów osób fizycznych odnotowano w opiece zdrowotnej i pomocy społecznej, budownictwie, działalności finansowej i ubezpieczeniowej. Odnotowano również wzrost liczby organizacji społecznych, komunalnych jednostek organizacyjnych i związków zawodowych.
W Toruniu działa założone w 2000 roku stowarzyszenie Welconomy Forum in Toruń, odpowiadające m.in. za: promocję procesu integracji europejskiej oraz współczesnych trendów cywilizacyjnych, wspieranie procesów dialogu i pojednania, promowanie przedsiębiorczości, walkę z bezrobociem, wspieraniu sukcesów polskich przedsiębiorstw na świecie.

## Finanse miasta
31 grudnia 2019 roku dochody miasta wyniosły ogółem 1 289 073 080 zł, wydatki ogółem 1 423 073 080 zł (wydatki majątkowe 297 869 670 zł). Deficyt budżetowy wyniósł 134 000 000 zł.

## Środki unijne

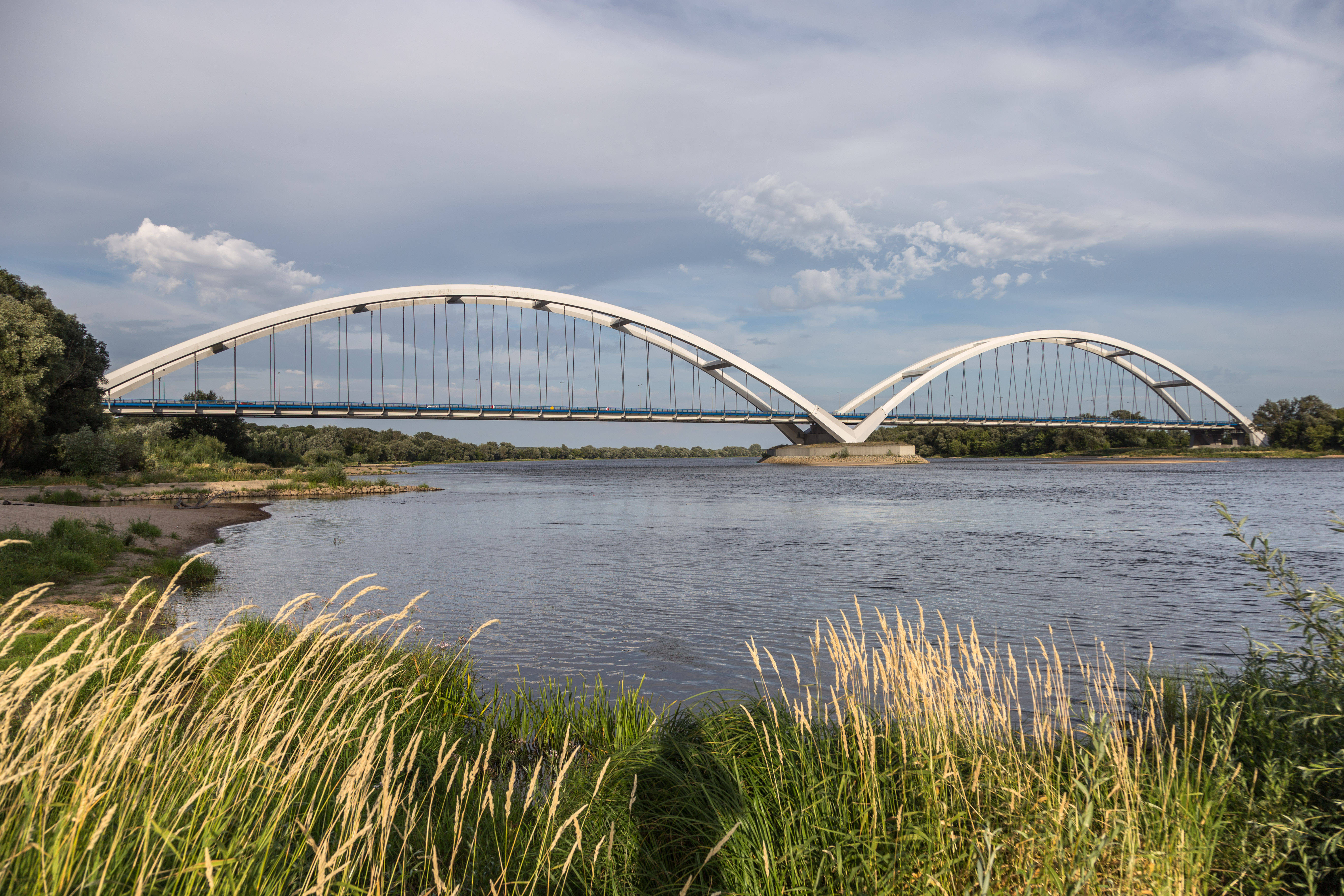
Most gen. Elżbiety Zawackiej, częściowo sfinansowany ze środków unijnych

Gmina Miasta Toruń wykorzystuje środki funduszy Unii Europejskiej na potrzebny przyspieszenia rozwoju miasta i podniesienia poziomu i jakości życia torunian. Środki unijne miasto pozyskiwało jeszcze przed akcesją Polski do Unii Europejskiej dnia 1 maja 2004 roku. W ramach Zintegrowanego Programu Operacyjnego Rozwoju Regionalnego i Sektorowego Programu Operacyjnego Transport miasto zrealizowało inwestycje warte 163,8 mln zł. Dofinansowanie ze środków unijnych wyniosło 101,9 mln zł. Zadania wykonane w ramach Zintegrowanego Programu Operacyjnego Rozwoju Regionalnego i Sektorowego Programu Operacyjnego Rozwój Zasobów Ludzkich wyniosły 17,9 mln zł, gdzie dofinansowanie wyniosło 14,5 mln zł. Do 1 maja 2024 roku dzięki dofinansowaniom z Unii Europejskiej zrealizowano łącznie 449 projektów o łącznej wartości 4,04 mld zł. Łączna wartość dotacji wyniosła 2,42 mld zł.
Dzięki dotacjom unijnym zrealizowano m.in: budowę mostu drogowego im. gen. Elżbiety Zawackiej wraz z drogami dojazdowymi, integrację systemu transport miejskiego wraz z zakupem nowych tramwajów, ochronę i konserwację Starego Miasta, budowę Centrum Kulturalno-Kongresowego Jordanki, budowę Centrum Nowoczesności Młyn Wiedzy, remont ulicy Łódzkiej, przebudowę układu drogowego na pl. bp Jana Chrapka, poprawę gospodarki wodno-ściekowej, przebudowę układu torowo-drogowego w ul. Wały gen. Sikorskiego i al. Jana Pawła II wraz z budową pasa tramwajowo-autobusowego, rozbudowę ul. Szosa Chełmińska, adaptację pomieszczeń na warsztaty szkole w Zespole Szkół Samochodowych, modernizację szkół, Szpitala Miejskiego im. Mikołaja Kopernika oraz budynków użyteczności publicznej, zagospodarowanie terenów zielonych, dofinansowanie 11. edycji festiwalu Bella Skyway Festival.

## Zatrudnienie
W 2019 roku w Toruniu pracowało 68 037 osób. Udział pracujących w sektorze prywatnym wyniósł 67,9%. Najwięcej osób było zatrudnionych w handlu hurtowym i detalicznym, naprawie pojazdów, przetwórstwie przemysłowym i edukacji. W 2019 roku wydano 5 238 oświadczeń o powierzeniu pracy cudzoziemcowi. 92,7% oświadczeń przyznano obywatelom Ukrainy. Cudzoziemcy zazwyczaj w przemyśle, budownictwie, działalności usługowej i transporcie.
W 2019 roku stopa bezrobocia wyniosła 4,1%. W Powiatowym Urzędzie Pracy pod koniec 2018 roku było zarejestrowanych 4 463 bezrobotnych. Do końca 2019 roku liczba ta spadła do 3 874. Według danych z końca 2019 roku na 100 osób 56 stanowiły kobiety, a 44 mężczyźni. Większość bezrobotnych stanowiły osoby w wieku 35-44 i 25-34. Pod względem wykształcenia najwięcej bezrobotnych było wśród osób z wykształceniem gimnazjalnym i niższym. Wskaźnik bezrobocia był mniejszy niż dla całego województwa kujawsko-pomorskiego, który pod koniec 2019 roku wyniósł 7,8%. W listopadzie 2023 roku bezrobocie w Toruniu wyniosło 3%.
| Rok | 2004 | 2005 | 2006 | 2007 | 2008 | 2009 | 2010 | 2011 | 2012 | 2013 | 2014 | 2015 | 2016 | 2017 | 2018 | wrzesień 2019 |
| --- | ---- | ---- | ---- | ---- | ---- | ---- | ---- | ---- | ---- | ---- | ---- | ---- | ---- | ---- | ---- | ------------- |
| %   | 13,2 | 12,0 | 9,8  | 6,3  | 6,1  | 8,5  | 8,2  | 8,1  | 9,6  | 10,4 | 8,1  | 6,9  | 6,1  | 5,2  | 4,8  | 3,9           |

## Przemysł
Przy ul. Włocławskiej i gen. Władysława Andersa mieści się Toruński Park Technologiczny, skupiający przedsiębiorstwa z branży przemysłu wysokich technologii. Park jest zarządzany przez Toruńską Agencję Rozwoju Regionalnego. Został on założony w 2005 roku. W 2024 roku w parku działało 68 firm.
W 2019 roku przeciętne miesięczne wynagrodzenie brutto wyniosło 4 944 zł.

## Budownictwo
Zatrudnienie w przedsiębiorstwach budowlanych od 1993 roku jest poddawane wahaniom. W 1993 roku 42,1% osób pracujących w tym sektorze było zatrudnionych przez sektor prywatny. Do 2019 roku wskaźnik ten wzrósł do 100%. W 2019 roku w sektorze budowniczym dominowały prace związane z budową obiektów inżynierii lądowej i wodnej. Ich wartość wyniosła 600,113 mln zł. 256,543 mln zł przypadło na roboty budowlane związane ze wznoszeniem budynków, a pozostałą wartość stanowiły roboty budowlane specjalistyczne.

## Turystyka
Toruń wyróżnia się zabytkową architekturą, bogatą historią oraz tradycjami piernikarskimi. Największą popularnością cieszy się Zespół staromiejski, wpisany na Listę Światowego Dziedzictwa UNESCO. Sezon turystyczny w mieście trwa cały rok, większy ruch turystyczny ma miejsce wiosną i latem. W 2023 roku 89,3% turystów stanowili przyjezdni z Polski, 7,5% zagraniczni, a 3,2% przedstawiciele Polonii. Spośród turystów zagranicznych największą grupę stanowią Niemcy. Według danych z Ośrodka Informacji Turystycznej w Toruniu w 2023 roku miasto odwiedziło ok. 2-2,25 mln turystów.
Według Raportu o stanie miasta, w 2019 roku liczba obiektów noclegowych wyniosła 48, a liczba miejsc noclegowych 3 823. Z noclegów korzystało 341,6 tys. osób. Hotele stanowią niecałą połowę obiektów noclegowych ogółem. Udział miejsc noclegowych w hotelach wyniósł 61,5%.